# Aytaç Şaşmaz
Aytaç Şaşmaz (ur. 4 sierpnia 1998 w Manisie) – turecki aktor.

## Życiorys
Po wielu latach nauki aktorstwa, zadebiutował w 2017 roku w filmie Kötü Çocuk. Ponadto zagrał między innymi w serialu Söz, a jego brat İsmail Ege Şaşmaz również jest aktorem.

## Filmografia
| Seriale   | Seriale                 | Seriale              |
| Rok       | Tytuł                   | Rola                 |
| --------- | ----------------------- | -------------------- |
| 2017-2019 | Söz                     | Feyzullah Altıparmak |
| 2019-2020 | Hekimoğlu               | Emre Acar            |
| Filmy     |                         |                      |
| Rok       | Tytuł                   | Rola                 |
| 2017      | Kötü Çocuk              | Ömer                 |
| 2019      | Aşk Tesadüfleri Sever 2 | Der junge Niko       |